# Biotopo torbiera Cichinot
Il biotopo torbiera Cichinot è un biotopo naturale regionale del Friuli-Venezia Giulia, istituito con legge regionale nel 2001 sul territorio del comune di Cassacco.

## Accesso
Il biotopo si trova a sud-est del ponte sul canale di bonifica Urana-Soima, lungo la strada che collega Bueriis con Treppo Grande. L'accesso principale avviene dall'incrocio della suddetta strada regionale con la strada comunale in direzione di Raspano. Per raggiungere gli abitati di Bueriis e Cassacco è possibile percorrere la Strada statale 13 Pontebbana in direzione nord dopo essere usciti dall'Autostrada A23 al casello di Udine Nord.

## Territorio
L'area di 12,73 ha del biotopo è interamente ricompresa nel comune di Cassacco, a nord della sua frazione Raspano, al confine con il comune di Magnano in Riviera e il paese di Bueriis.
La torbiera si trova in una conca naturale circondata ad ovest, sud ed est da colline di origine morenica di circa 200 metri di altezza. A nord l'altura è più bassa, ma essa ha comunque permesso la conservazione dell'area paludosa nonostante le attività di costruzione del canale Urana-Soima, che hanno invece prosciugato il territorio circostante. La torbiera si sviluppa nella parte centrale di questa conca, che rimane ricoperta da un sottile strato d'acqua per buona parte dell'anno; questo fenomeno è causato dall'affioramento della falda freatica unito all'azione impermeabilizzante del suolo argilloso. Questo fenomeno si riduce in estate, ma nonostante la scomparsa di questo strato acquoso il terreno mantiene un grado di umidità sufficiente alla sopravvivenza della torbiera.
I rilievi morenici che circondano la torbiera risalgono alla Glaciazione Würm, quale conseguenza del ghiacciaio Tilaventino che si originava nelle Prealpi Giulie; l'alternarsi di eventi erosivi e di deposizione di materiale si crearono diverse conche intermoreniche, che si tramutarono in laghi al definitivo ritiro del ghiacciaio. L'affermarsi del alveo del Tagliamento e gli interventi successivi dell'uomo cambiarono la conformazione del territorio, fino alla quasi completa scomparsa di questi laghi post-glaciali e delle aree umide della pianura veneto-friulana, delle quali il biotopo Cichinot è una delle ultime testimonianze.
Dal punto di vista geologico, il substrato litologico è composto prevalentemente da rocce sedimentarie trasportate dal ghiacciaio e provenienti dalla catena alpina poco a nord. In particolare si tratta di rocce carbonatiche, dolomie e calcari a reazione basica, cosicché le acque della risorgiva finiscono per tamponare l'acidità delle torbe.

## Flora
La torbiera è circondata da campi coltivati prevalentemente a mais e da piantagioni di pioppi, mentre sono in regressione i prati stabili sui colli circostanti, ora coperti da boscaglie di ontani, robinie e salici. L'area della torbiera vera e propria è divisa in due da un canale artificiale, sulle cui sponde crescono ontani comuni (Alnus glutinosa) e frangole (Rhamnus frangula); le due aree sono di dimensioni pressoché uguali, e in inverno non mostrano sostanziali differenze a causa della quiescenza delle piante. Durante le stagioni calde, invece, le due zone si differenziano per la presenza di specie diverse: a sud-ovest predominano i carici (Carex panicea) e i giunchi (Schoenus ferrugineus), mentre a nord-est l'aspetto è dominato da Molinia caerulea.
L'origine glaciale dell'area naturale è testimoniata anche dalla presenza di alcuni relitti glaciali, cioè piante sopravvissute in loco anche dopo il ritiro del ghiacciaio; esse sono la Parnassia palustris, la Primula farinosa e la Pinguicula vulgaris, una piccola pianta carnivora. Simbolo del parco è la Spiranthes aestivalis, orchidea tipica dei terreni neutro-alcalini e considerato specie di interesse comunitario ai sensi della Direttiva Habitat 92/43/CEE. La torbiera ospita anche altre specie endemiche, inserite nella Lista Rossa italiana delle specie a rischio di estinzione, quali la Gentiana pneumonanthe, la Jacobaea paludosa, la Hottonia palustris e la Plantago alpina.

## Fauna

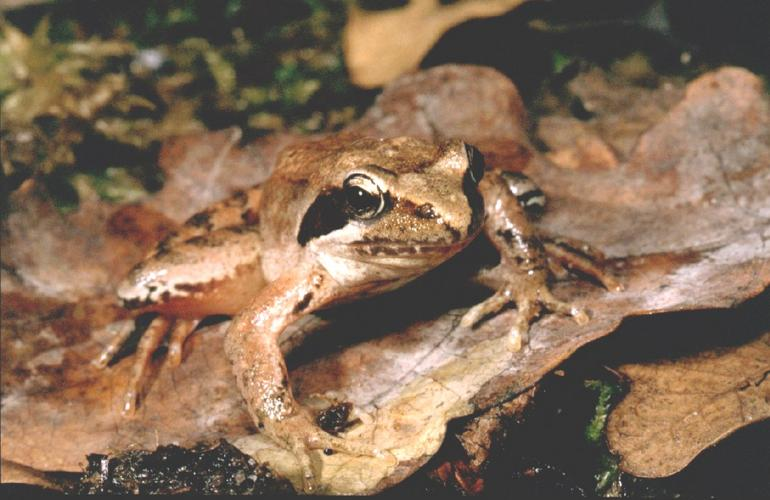
Rana di Lataste

Trattandosi di un ambiente umido, la torbiera risulta un habitat naturale per varie specie di invertebrati e di anfibi. Questi ultimi sono rappresentati, nelle zone più umide, dal Tritone punteggiato (Lissotriton vulgaris), dall'Ululone dal ventre giallo (Bombina variegata) e la Rana di Lataste, tipica specie dei boschi igrofili della pianura padana.
Sono presenti anche alcune specie di rettili, come la biscia d'acqua dal collare (Natrix natrix) nella parte più umida e il biacco maggiore (Hierophis viridiflavus) nelle zone meno umide. I mammiferi sono rappresentati dalla lepre comune (Lepus europaeus) e dal topo selvatico a dorso striato, una specie comune nell'Europa orientale e qui presente al suo limite occidentale. Queste specie sono prede degli uccelli che sorvolano la zona, tra i quali lo sparviere, il gheppio e la poiana comune come specie diurne e il gufo comune, l'allocco e la civetta tra i rapaci notturni.